# Leonardo Lupi
Leonardo Enrique Lupi (Valera, 2 ottobre 1972) è un ex calciatore venezuelano, di ruolo difensore.